# Urobatis marmoratus
Urobatis marmoratus е вид хрущялна риба от семейство Urolophidae.

## Разпространение
Видът е разпространен в Чили.